# آسپا (موزل)
آسپا (به فرانسوی: Aspach) یک کمون در فرانسه است که در canton of Lorquin واقع شده‌است. آسپا ۴٫۱۳ کیلومتر مربع مساحت دارد.